# Alpy Bergamskie

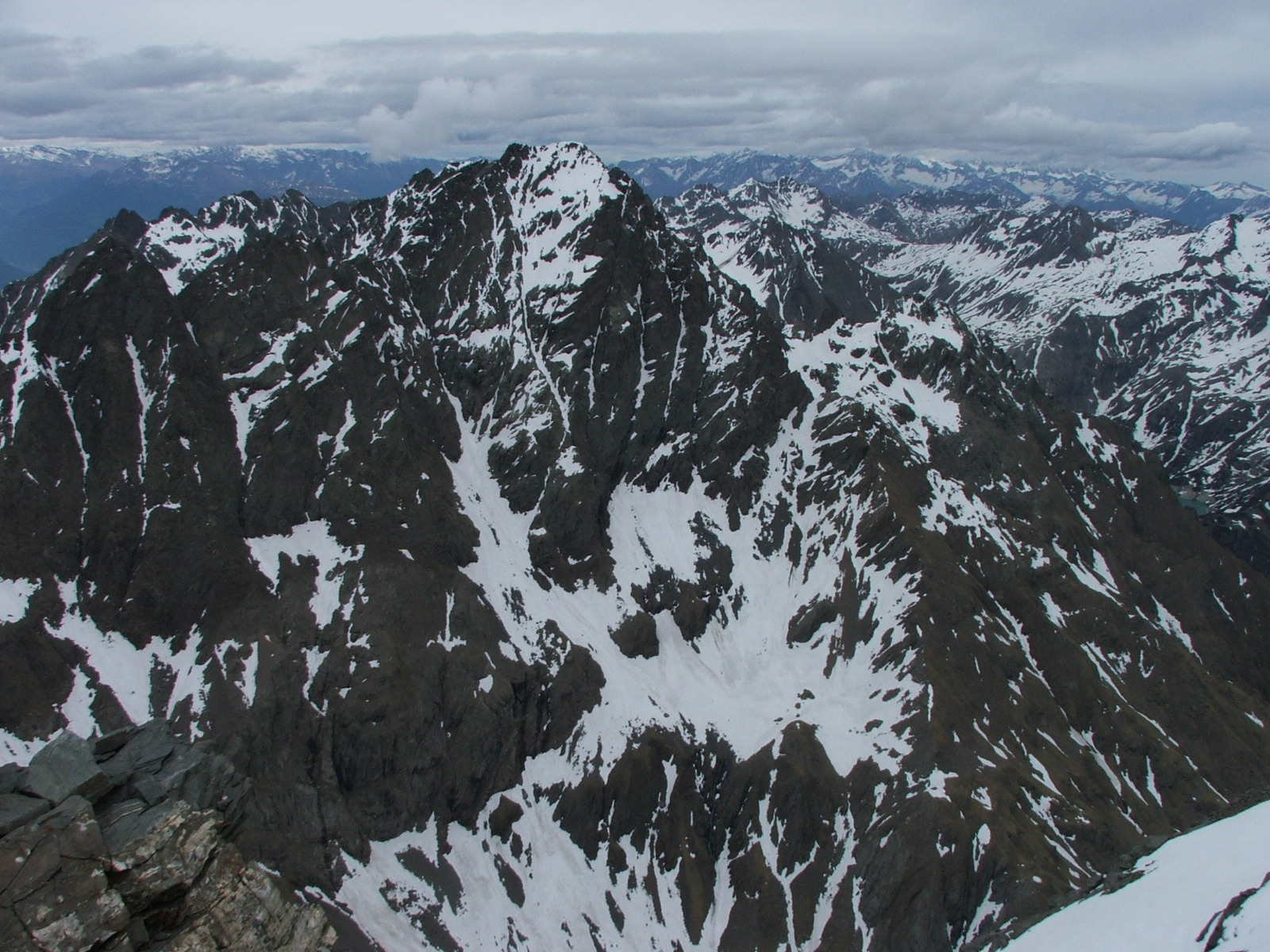
Pizzo di Coca

Alpy Bergamskie (wł. Alpi Bergamasche albo  Alpi Orobie) – pasmo górskie położone we Wschodnich Alpach we Włoszech. Znajduje się ono pomiędzy jeziorem Como a doliną rzeki Oglio. Od Alp Retyckich oddziela je dolina rzeki Addy. Po południowej stronie Alpy Bergamskie przechodzą w Prealpi Bergamasche. Głównym budulcem pasma są skały wapienne. Najwyższym szczytem jest Pizzo di Coca położony 3052 m n.p.m. Alpy Bergamskie mają długość ok. 80 km. Znajdują się tam liczne źródła rzek. Górna granica lasu przebiega na wysokości 2300 m n.p.m.
Na terenie gór dobrze rozwinięta jest turystyka i narciarstwo, a najbardziej znanym miejscem jest położony w środkowej jego części ośrodek turystyczno-sportowy Foppolo. Inne ważne ośrodki to między innymi: Borno, Moggio, Piazzatorre, Selvino, Valbondione i Valtorta. Największe ośrodki miejskie regionu to: Sondrio na północy, Lecco na zachodzie oraz Bergamo na południu, od którego nazwę bierze to pasmo.
Alpy Bergamskie graniczą z: jeziorem Como na zachodzie, Berninagruppe i Gruppo Sobretta-Gavia (Sobretta-Gavia-Gruppe) na północy, Alpi dell’Adamello e della Presanella na wschodzie (wszystkie trzy pasma są częścią Alp Retyckich) oraz z Niziną Padańską na południu.
Najwyższe szczyty Alp Bergamskich:
- Pizzo di Coca – 3052 m
- Pizzo di Scais – 3040 m
- Pizzo di Redorta – 3037 m
- Pizzo del Diavolo – 2915 m
- Pizzo Recastello – 2888 m
- Monte Gleno – 2883 m
- Monte Tornello – 2688 m
- Corno Stella – 2620 m
- Monte Legnone – 2610 m
- Pizzo dei Tre Signori – 2554 m
- Monte Toro – 2524 m
- Pizzo Arera – 2512 m
- Pizzo di Presolana – 2511 m
- Pizzo Camino – 2492 m
- Grigna – 2410 m
- Monte Resegone – 1876 m

Przełęcze:
- Passo di Val Morta lub del Diavolo – 2601 m
- Passo di Venina – 2433 m
- Passo del Serio – 2419 m
- Passo del Venerocolo – 2315 m
- Passo di Dordona – 2080 m
- Passo San Marco – 1985 m
- Passo del Vivione – 1819 m
- Passo della Presolana – 1286 m
- Aprica Pass – 1181 m